# HQ-2
Хунци-2 или HQ-2 (кит. упр. 红旗二十六, пиньинь hóngqí èrshíliù, палл. хунци эр ши лю, буквально: «Красное знамя-2») — китайский ЗРК средней дальности, разработанный на базе советского ЗРК С-75.

## История
Китайская Народная Республика развернула модифицированную версию V-75 под обозначением HQ-2. Западное обозначение этой системы CSA-1.
В конце 1950-х годов США и Тайвань постоянно отправляли свои высотные разведывательные самолеты на материковую часть Китая. С октября 1959 года по январь 1965 года китайские ракетные войска противовоздушной обороны несколько раз сбивали разведывательные самолеты U-2 c помощью ЗРК HQ-1. Однако впоследствии U-2 стали оснащать средствами электронного противодействия, и ракета HQ-1 перестала справляться со своими функциями, вследствие чего возникла острая необходимость в разработке системы ракетного оружия «земля-воздух» с сильными возможностями защиты от помех.
2-й БАЛ МНД, ВВС и все соответствующие заводы, которые занимались системами «земля-воздух», тесно работали и проводили множество исследований и испытаний по улучшению работы по борьбе с помехами, расширению зоны действия, улучшению производительности и надежности ракеты HQ-1. 2-й дивизион второго БА организовал крупномасштабные испытания с участием Института № 23 и наземного подразделения по испытанию ракет с 1964 по март 1965 года. В этих испытаниях участвовала эскадрилья ВВС, использовались все виды шума и помех для испытания станции наведения и системы подсветки ракеты HQ-1. Эти тесты дали большое количество информации и заложили предварительную основу для разработки новой концепции станции наведения.
Дизайнер Ван Цзиндао, завод № 12, который отвечал за окончательную сборку ракет, принял участие в программе модификации, предложил концепцию обновления, которая заключалась в использовании оставшегося пространства отсека № 2 и увеличении длины топливного бака отсека № 3, что увеличивло время работы двигателя и увеличивло зону перехвата. При увеличении объема топливного бака, необходимо было решить твкие конструктивные и технические проблемы, как увеличение объема топливного бака турбонасоса, увеличение площади переднего крыла, корректировка алгоритма работы автопилота и другие. Для реализации концепции в течение года были сделаны расчёты более 20 вариантов системы, которые учитывали 378 различных траекторий движения воздушной цели. Большой вклад в разработку внесли вклад Ван Циндао, Цянь Хунчжан и Цзэн Бений.
Институт № 23 проанализировал 4 варианта радиолокационной системы выбрал вариант с радарами подсветки цели. Завод № 786 в течение двух месяцев произвёл тестовый экземпляр радара для его установки на мобильную платформу.
В апреле 1965 года Управление промышленности национальной обороны поручило 7-му министерству машиностроения провести анализ и исследование модифицированной системы, проект был доработан. В работе участвовали следующие подразделения: № 2 РА 7-го министерства машиностроения отвечало за общую техническую концепцию этого типа и координацию действий участников проекта; Завод № 139 отвечал за пробное производство ракеты; завод № 786 отвечал за пробное производство станции наведения. Комплекс получил обозначение HQ-2, Чэнь Хуайцзин был назначен главным конструктором, Ли Бо — его заместителем.
В проект было внесено нескольких десятков изменений, чтобы расширить зону поражения, улучшить защиту от помех и эксплуатационные характеристики. Главной задачей для ракеты было увеличение высоты поражения и наклонной дальности, для станции наведения — улучшить устойчивость к электронному противодействию, защиту от помех и гарантировать точность измерения координат.
В мае 1965 года ЦСК принял решение ускорить разработку ракет Хонгки-2. Дизайнеры No.2 RA отправились на завод №139 и завод №786, чтобы помочь реализовать план проектирования и разработать рабочий план. Полная разработка и дегустация были разделены на два этапа. Первым этапом стала базовая стадия разработки с использованием 11 действующих ракет двух условий для проведения стрельбы по имитационным мишеням, парашютным мишеням и объектам средней скорости полета средней высоты на разных высотах и скоростях. Второй этап - дистанционная измерительная ракета и дополнительный испытательный этап. Он направлен на полное понимание изменений производительности системы управления и аэродинамического коэффициента на большой высоте и проверки правильности математической модели.
Завод №786 завершил калибровочный летный тест первой станции контроля состояния в том же году, который был запущен в серийное производство и доставлен для обслуживания после утверждения. На второй станции контроля состояния было 28 калибровочных полетов, результат которых соответствовал требованиям к проектированию. Позже, съемка против имитируемого мишени, парашютной цели и цели самолета была выполнена с использованием ракеты в связи со станцией управления. Эти испытания были успешно проведены, в частности, трехточечная стрельба с хвостовой стрельбой против мишени МиГ-15 и передача радарной рабочей системы управления после запуска ракеты для имитации рабочего состояния под воздействием помех.
Разработка и летные испытания ракеты испытали аналогичные процедуры. Как первая, так и вторая ракеты были пройдены сертификационными испытаниями, которые показали, что эффективность системы вооружения Хонгки-2 была хорошей, и требования к дизайну были выполнены.
Система ракетного вооружения Хонгки-2 успешно прошла сертификационный тест по типу в конце 1966 года. 14 эксплуатационных ракет и 5 дистанционных измерительных ракет использовались из теста на испытания для летного испытания по сертификации.
Во время разработки ракет Хонгки-2 типовые общеорганизационные организации организовали персонал для проведения большого количества баллистики и аэродинамических расчетов, системного анализа и моделирования крупной петлевой цепи и проектирования дистанционной измерительной системы с ракетной передачей, чтобы строго оценить план технической реализации всех подсистем с точки зрения общего дизайна, интегрировать отдельные технические усовершенствования и достижения технических достижений армии в один завершенный и скоординированный общий план и разработать разумные процедуры разработки для плавного летного испытания. Во время летных испытаний генеральный проектировщик Ли Инцюань работал на испытательном полигоне вместе с соответствующим персоналом, анализировал причины, вызвавшие проблемы, выдвигал улучшающие меры и создавал условия для плавного летного испытания.
Испытательное подразделение по ракетно-испытательному оборудованию «Земля-воздух» подготовило серьезную подготовку и тщательно спланировало испытание ракеты Хонгки-2. Испытания всех предметов были успешно завершены. Во время испытания дистанционной измерительной ракеты однажды выяснилось, что головка ракеты была сломана, и ракета упала во время полета. Ли Дезуо и другие изучали обломки ракеты и выяснили, что отказ был вызван укреплением ребра камеры боеголовок, которая не соответствовала требованиям к конструкции. Он был решен организациями развития путем изменения дизайна.
Чжоу Юшенг изучил обнаружение ложных сигналов ракетой на малой высоте и разработал схему предотвращения ложного приема сигнала ракетой на малой высоте. Шао Куйбао разработал методы многоконтурной параллельности для дистанционного измерительного оборудования с медленным изменением, чтобы проверить, был ли зажигание плавкого предохранителя ложным, и для измерения низкочастотных вибрационных данных ракеты, что создало условия для изучения вибрации ракет. Ци Хуацин и Рен Ченгсу вместе с Шанхайским бюро №2 по механике и электронике успешно разработали оптический симулятор для предохранителя в связи с боеголовкой, который имитировал условия работы предохранителя и боеголовки, когда ракета попала в цель в воздухе и предоставила новые аналитические и сертификационные меры для проверки соответствия между радио и боеголовкой и проверки разрушительной эффективности фактического целевого удара взрывным обломком боеголовки. Лю Фанчэн выдвинул идею полуэлементальной эмуляции объекта, фактическая концепция была разработана Сюй Цзунчаном. Эмулятор присоединился к станции управления ракетой Хунци-2, что позволило обеспечить нормальную работу замкнутого контура управления системой. Испытание показало тот же результат, что и фактический летный тест ракеты. Задачи, такие как точность наведения и низкочастотное колебание системы управления системой ракетного оружия Хонгки-2, были изучены с использованием этого полуэлементального эмулятора объекта для эмуляции целевой съемки, которая выступала в качестве дополнительных и вспомогательных ночных испытаний.
Согласно результатам летных испытаний, испытательное подразделение провело комплексную оценку системы ракетного оружия Хонгки-2 и ее подсистем. Зона перехвата была определена, составлена регулировка стрельбы, теоретическая траектория, траектория управления, модель математики и процедуры расчета вероятности одиночной ракеты, все это заложило основы для будущего системного анализа других испытаний ракет.
В июле 1967 года Комиссия по сертификации специального оружия Государственного совета утвердила аттестацию системы ракетного оружия Хонгки-2. 8 сентября 1967 года самолет U-2 снова вторгся в Восточно-Центральный район Китая, хотя самолет применял методы передачи помех, он был сбит ракетой Хонгки-2, что доказало эффективность противодействия помехам ракеты. Ракета «Хонгки-2» потребовала всего один год от определения концепции до проведения сертификационного теста. Главной причиной короткого времени разработки было раннее начало предварительной работы, прочная работа по изучению концепции, уделение пристального внимания технической непрерывности, полное использование существующих научно-технических достижений и тесное сотрудничество между проектно-производственными отделами ,
Чтобы четко узнать о проблемах ракеты Хонгки-2 в ходе операции, подразделение наземных ракетных испытаний провело научную проверку стрельбы высокоскоростной мишени ракетой Хонгки-2 в январе 1968 года. Станция управления Ракета Хонгки-2 была модифицирована с использованием новых данных контура управления, а также был увеличен заряд ракетного топлива для твердого ракетного двигателя. Результаты испытаний показали, что эти меры могут увеличить способность ракет Хонгки-2 к высокоскоростным объектам большой высоты.
В 1984 году, при организации и командовании командиром базы наземных ракетных испытаний Чжан Дуншэн, испытание перехвата ракеты «воздух-земля» было проведено с использованием ракеты «Хонгки-2» против направленной цели Туцян-3. Расстояние между полем запуска ракет и целевым пусковым полем составляло более 100 км. В испытательном коридоре была оборудована усовершенствованная оптическая теодолитная измерительная система и точный измерительный радар. Для испытания было использовано 13 ракет. Каждый раз одновременно запускались 2-3 ракеты. Фактически 4 из 5 направленных целей были сбиты. В период с июня по июль 1985 года были проведены тесты на перехват «обращения к боевой силе». 32 были запущены и 7 из 11 направленных целей были сбиты. После двух этапов испытаний было доказано, что область применения системы ракетного оружия Хонгки-2 может быть расширена, а ракета может перехватить ракету «воздух-земля»..